# Hippotion fusa
Hippotion fusa är en fjärilsart som beskrevs av Emilio Berio 1948. Hippotion fusa ingår i släktet Hippotion och familjen svärmare. Inga underarter finns listade i Catalogue of Life.